# Antonio Marín Muñoz
Antonio Marín Muñoz (Lopera, 1970) è uno scrittore e storico spagnolo, specializzato nella storia contemporanea della Spagna.

## Biografia
Si è laureato in giurisprudenza all'Università di Granada. Il suo primo libro è uscito nel 2001 ed è stato intitolato La guerra civile in Lopera e Porcuna (1936-1939), già alla quarta edizione.
Nel 2003 è stato coordinatore provinciale della Associazione per il recupero della memoria storica dell'Andalusia. Fa parte dell'Associazione Nazionale di Storia Contemporanea.
Il suo libro Assedio Santuario di Santa Maria de la Cabeza (1936-1937) è stato un bestseller. I critici hanno messo in evidenza l'obiettività e l'imparzialità con cui ha affrontato questo episodio della guerra di Spagna.
Il suo libro La ricostruzione della provincia di Jaén sotto Franco include uno studio delle opere realizzate dalla Direzione Generale delle regioni nella provincia di Jaén e devastate durante il regime di Franco (1939-1957).
Nel 2012 la Fondazione Portilla, con sede in Florida (USA), ha pubblicato il suo romanzo Gli anni difficili a Jaén, che ricostruisce la vita di uno spagnolo del dopoguerra a Jaén.
Questo scrittore ha pubblicato nel 2014 romanzo storico "Un infermiere nella battaglia di Lopera", che è stato pubblicato da Editoriale cerchio rosso. In questo libro la storia di un infermiere che sviluppa il suo lavoro nella battaglia di Lopera (1936), durante la guerra civile spagnola è discusso. Si impara a conoscere le dure condizioni di lavoro al fronte, l'amore, l'inganno, la maternità ...
Nell'anno 2019 ha pubblicato il romanzo "Repubblica. Jaén 1931", edito dall'Editore Círculo Rojo, raccoglie la singolare storia del mercante Andrés Martos che vivrà pienamente l'ingresso nella Seconda Repubblica spagnola (1931-1936). In questo libro, la finzione è mescolata con i dati storici, un buon ingrediente per gli amanti della storia.